# Super Mario World 2: Yoshi's Island
Super Mario World 2: Yoshi's Island este un joc pe platformă din 1995, dezvoltat și publicat de Nintendo pentru Super Nintendo Entertainment System (SNES). Este continuarea lui Super Mario World. Jucătorul îl controlează pe Yoshi, un dinozaur prietenos, într-o încercare de a reuni copilul Mario cu fratele său Luigi, care a fost răpit de Kamek. Ca un joc de platforme din seria Super Mario, Yoshi aleargă și sare pentru a ajunge la sfârșitul nivelului în timp ce rezolvă puzzle-uri și colectează obiecte cu ajutorul lui Mario. Jocul are o estetică desenată manual și a fost primul din franciză care l-a avut ca personaj principal pe Yoshi, unde îi prezintă abilitățile sale caracteristice de salt flutter și de depunere a ouălor.